# Šejval
Šejval je přírodní památka (dříve národní přírodní památka) severně od obce Radhošť v okrese Ústí nad Orlicí. Oblast spravuje Agentura ochrany přírody a krajiny ČR.
Důvodem ochrany je lokalita ohrožených druhů rostlin, zvlášť kriticky ohrožené prustky obecné (Hippuris vulgaris). Prustka obecná však zde od roku 1996 nebyla pozorována a pravděpodobně vyhynula. U rybníka na slatinných loukách se však vyskytují i další zajímavé druhy rostlin: česnek hranatý (Allium angulosum), prstnatec májový (Dactylorhiza majalis), hadilka obecná (Ophioglossum vulgarum), nadmutice bobulnatá (Cucubalus baccifer) či vítod nahořklý (Polygala amarella).